# Nuclear Threat Initiative
La Nuclear Threat Initiative (NTI) est une organisation à but non lucratif et non partisane fondée en 2001 par l’ancien sénateur américain Sam Nunn et le philanthrope Ted Turner aux États-Unis, dont le but est de prévenir les attaques et les accidents causés par des armes de destruction massive – nucléaire, biologique, radiologique, chimique et informatique. 

## Mission
La résolution 1887 du Conseil de sécurité des Nations unies a soutenu la mission de l'Institut mondial de la sécurité nucléaire (WINS) appelant les États à « partager les meilleures pratiques en vue d'améliorer les normes de sûreté et les pratiques en matière de sécurité nucléaire, et à relever le niveau de sécurité afin de réduire le risque de terrorisme nucléaire » 
NTI s'engage dans le développement, la conception et la mise en œuvre de projets de sécurité nucléaire. En plus de stimuler une prise de conscience mondiale, NTI s'engage dans des programmes modèles pour inspirer les efforts privés et gouvernementaux en faveur de la réduction de la menace nucléaire, biologique et chimique .
Elle fait office de secrétariat du "projet de sécurité nucléaire", en coopération avec la Hoover Institution. L'ancien secrétaire d'État George P. Shultz, l'ancien secrétaire à la Défense William J. Perry, l'ancien secrétaire d'État Henry A. Kissinger et l'ancien sénateur Sam Nunn le dirigent. Il consiste en un effort pour stimuler une action mondiale visant à réduire les dangers nucléaires urgents et mobiliser un soutien pour réduire la dépendance à l’égard des armes nucléaires, avec l'objectif final de mettre fin à ces armes comme menace pour le monde.

## Histoire
En 2002, NTI a fourni les 5 millions de dollars de fonds privés qui, associés aux 3 millions de dollars du gouvernement des États-Unis, permirent de déplacer en toute sécurité 48 kg d'uranium hautement enrichi (assez pour deux armes nucléaires) provenant du réacteur nucléaire désaffecté de Vinča, près de Belgrade, jusqu'à une installation Russe, afin d'être mélangé pour être utilisable comme combustible nucléaire classique . En 2008, NTI contribua à la création du World Institute for Nuclear Security (WINS, Institut mondial de la sécurité nucléaire) à Vienne, dans le cadre de ses efforts pour sécuriser les matières nucléaires dans le monde entier. Aujourd'hui, l'organisation compte plus de 3 800 membres de 118 pays.The Economist a écrit: «WINS est un endroit où, pour la première fois, ceux qui ont la responsabilité pratique de surveiller les matières nucléaires - gouvernements, exploitants de centrales, laboratoires, universités - peuvent se rencontrer pour échanger des idées et développer les meilleures pratiques. 
Début 2018, NTI reçu une subvention de 6 millions de dollars de l'Open Philanthropy Project. La subvention sera utilisée pour "aider à renforcer ses efforts pour atténuer les menaces biologiques mondiales qui se sont multipliées à mesure que le monde est devenu plus interconnecté". En janvier 2018, NTI annonça un soutien de 250 000 dollars de la Fondation Bill-et-Melinda-Gates. Cet argent contribuera à faire progresser les efforts de NTI pour développer un "indice de sécurité de la santé mondiale". L'indice analysera les programmes et les politiques biologiques d'un pays. 

## Réalisations
L'organisation a produit le film 2005 Last Last Chance, diffusé sur HBO, et le documentaire de 2010 Nuclear Tipping Point: présenté par le président Obama à la Maison-Blanche en avril 2010,. 
NTI catalysa le développement d'une banque internationale d'uranium faiblement enrichi pour soutenir le marché et empêcher la prolifération de la technologie nucléaire en garantissant que les pays auront accès au combustible nécessaire à des fins pacifiques . Warren Buffett, conseiller de la NTI, fournit 50 millions de dollars pour relancer la réserve, qui sera détenue et gérée par l'Agence internationale de l'énergie atomique et située au Kazakhstan.
NTI produit un "indice de sécurité nucléaire" bisannuel en partenariat avec l'Economist Intelligence Unit qui référence les conditions de sécurité nucléaire dans 176 pays et tient les gouvernements responsables de la sécurisation appropriée des matières nucléaires dangereuses. Selon NTI, le NTI Index est la première ressource sur le thème de la sécurité des matières nucléaires à l’intention des dirigeants politiques, des responsables gouvernementaux, des experts, des universitaires et des médias. 
NTI élabora et publia des recommandations sur la sécurisation et l'élimination des sources radiologiques utilisées et stockées sur des milliers de sites dans plus de 100 pays. Ces sources peuvent être utilisées par les terroristes pour construire des "bombes sales" radiologiques susceptibles de déclencher une panique massive, d’empêcher l'accès à des sites importants, d'exiger une décontamination coûteuse, l'ensemble provocant de graves conséquences économiques. Un grand nombre de ces sources, utilisées dans l'industrie et les établissements de soins de santé, bénéficient d'une protection physique minimale ou inexistante, et les progrès technologiques ont permis de remplacer nombre de ces sources par des solutions de remplacement toutes aussi efficaces et plus sûres. 
NTI a reçu une reconnaissance internationale pour ses travaux visant à améliorer la biosécurité, principalement par la création de réseaux de surveillance des maladies,. Qu'une menace biologique soit naturelle ou intentionnelle, la surveillance des maladies est une étape clé dans la détection rapide et la réponse. Parce que la réponse d'un système de santé dans un pays pouvait avoir un impact direct et immédiat sur un pays voisin, voire un continent, NTI a mené des projets qui encouragent la coopération entre les responsables de la santé publique à travers les frontières politiques et géographiques. En 2003, NTI a créé le Consortium du Moyen-Orient pour la surveillance des maladies infectieuses (MECIDS) avec la participation d'Israël, de la Jordanie et de l'Autorité palestinienne. Malgré les tensions dans la région, MECIDS continue de partager des données officielles sur la santé et de dispenser une formation à la prévention des maladies infectieuses. NTI a également créé et entretenu des organisations de liaison (CORDS), lancées en 2013 en tant qu'ONG indépendante reliant des réseaux internationaux de surveillance des maladies, soutenus par l'Organisation mondiale de la santé et l'Organisation des Nations unies pour l'alimentation et l'agriculture. 

## Directoire de NTI
Ernest Moniz est président-directeur général depuis juin 2017 et Joan Rohlfing en est la présidente. Co-dirigé par Moniz, Nunn et Ted Turner, NTI est gouverné par un conseil d'administration expert et influent composé de membres actuels et émérites des États-Unis, du Japon, de l'Inde, du Pakistan, de la Chine, de la Jordanie, de la Suède et de la France et du Royaume-Uni. Ils incluent: 
- L'ambassadeur Hamad Alkaabi, représentant permanent des Émirats arabes unis auprès de l'AIEA et Représentant Spécial des Émirats Arabes Unis pour la coopération nucléaire internationale
- Dr Alexey Arbatov, directeur du Centre pour la sécurité internationale de l'Institut d'économie mondiale et de relations internationales de l'Académie des sciences de Russie
- Charles A. Bowsher, ancien contrôleur général des États-Unis et chef du Bureau de la comptabilité générale
- Edmund G. Brown, Jr. , Gouverneur de Californie
- Des Browne, vice-président, NTI
- Liru Cui, ancien président des Instituts chinois de relations internationales contemporaines (CICIR)
- Charles B. Curtis, président émérite
- L'ambassadeur Rolf Ekéus, président du conseil d'administration, Institut international de recherche sur la paix de Stockholm
- Gideon Frank, ancien directeur général de la Commission israélienne de l'énergie atomique
- Eugene Habiger, général USAF à la retraite, ancien commandant en chef du commandement stratégique des États-Unis (USSTRATCOM)
- Le prince Hassan ben Talal de Jordanie, émérite
- Igor Ivanov, ancien ministre des Affaires étrangères de la Russie
- Riaz Mohammad Khan, ancien secrétaire aux Affaires étrangères du Pakistan
- Jeong Kim, ancien président, Laboratoires Bell
- Pierre Lellouche, ancien député de Paris, ancien ministre d'État au commerce extérieur, France
- Ernest Moniz, co-président et chef de la direction, NTI
- Sam Nunn, co-président, NTI
- Ronald L. Olson, associé, bureau de Munger, Tolles & Olson à Los Angeles
- Hisashi Owada, juge à la Cour internationale de justice
- Malcolm Rifkind, ancien député de Kensington
- Joan Rohlfing, présidente et chef des opérations de NTI
- Ted Turner, coprésident
- Professeur Fujia Yang, académicien, Académie chinoise des sciences

Les conseillers du conseil d’administration comprennent personnalités de la science, du commerce et de la sécurité internationale telles que: 
- Warren Buffett, PDG de Berkshire Hathaway
- Dr David A. Hamburg, président émérite de la Carnegie Corporation de New York
- Siegfried S. Hecker, directeur émérite du Laboratoire national de Los Alamos

Le personnel de NTI comprend des experts des affaires internationales, de la non-prolifération, de la sécurité et des questions militaires, de la santé publique, de la médecine et des communications, qui possèdent une expérience opérationnelle dans leurs domaines de spécialité.